# Цимаррон (Канзас)
Цимаррон (англ. Cimarron) — місто (англ. city) в США, в окрузі Грей штату Канзас. Населення — 1981 особа (2020).

## Географія
Цимаррон розташований за координатами 37°48′35″ пн. ш. 100°20′42″ зх. д. / 37.80972° пн. ш. 100.34500° зх. д. (37.809691, -100.344887).  За даними Бюро перепису населення США в 2010 році місто мало площу 2,96 км², уся площа — суходіл.

## Демографія
Згідно з переписом 2010 року, у місті мешкали 2184 особи в 789 домогосподарствах у складі 569 родин. Густота населення становила 738 осіб/км².  Було 842 помешкання (285/км²).
Расовий склад населення:
| - 92,2 % — білих - 0,5 % — корінних американців - 0,4 % — азіатів - 0,1 % — чорних або афроамериканців - 5,4 % — осіб інших рас |

До двох чи більше рас належало 1,3 %. Частка іспаномовних становила 19,1 % від усіх жителів.
За віковим діапазоном населення розподілялося таким чином: 32,3 % — особи молодші 18 років, 56,2 % — особи у віці 18—64 років, 11,5 % — особи у віці 65 років та старші. Медіана віку мешканця становила 33,6 року. На 100 осіб жіночої статі у місті припадало 95,3 чоловіків;  на 100 жінок у віці від 18 років та старших — 93,8 чоловіків також старших 18 років.
Середній дохід на одне домашнє господарство  становив 65 370 доларів США (медіана — 57 500), а середній дохід на одну сім'ю — 73 516 доларів (медіана — 65 921). За межею бідності перебувало 16,2 % осіб, у тому числі 23,4 % дітей у віці до 18 років та 0,0 % осіб у віці 65 років та старших.
Цивільне працевлаштоване населення становило 1033 особи. Основні галузі зайнятості: сільське господарство, лісництво, риболовля — 17,8 %, освіта, охорона здоров'я та соціальна допомога — 16,3 %, транспорт — 13,4 %, роздрібна торгівля — 11,2 %.